# Dunkel Lehelné Bottka Vilma
Dunkel Lehelné Bottka Vilma (Báránd, 1923. június 27. – Lengyel, 2018. január 19.) szövőasszony, népi iparművész.

## Élete
Bárándon született. Négy polgárit és Mezőgazdasági Szakiskolát végzett, ahol méhészmesteri oklevelet szerzett. Dolgozott mint művelődési ház igazgató és mozipénztáros, de egy egész életen át a szövőszékkel jegyezte el magát. A szövést, fonást egy idős nénitől tanulta, akinek később már csak keresztnevére emlékezett. Első munkái vászonszőttesek, egyszerű csíkmintával díszített törölközők, asztalterítők, konyharuhák voltak. 1954-ben kerültek férjével együtt Tolna megyébe, Lengyel községbe. Itt ismerkedett meg a bukovinai székelyek festékes szőtteseivel. A technikát Rózsa Andrásnétól tanulta, aki híres szövőasszony volt a környéken. 1961-ben megszervezte a szövőszakkört a faluban. 11-en kezdték a munkát. Keresték, gyűjtötték az ősi mintákat, növényi festékkel színezték fonalaikat. 1966-tól a Pécsi Népművészeti Szövetkezet vette át mintadarabjait. Ezek sikere után újabb és újabb megrendelések érkeztek. Kicsivirágos, apróalmás, csillagos, madaras szőnyegei külföldre is eljutottak (Németország, Svédország, Finnország, Ukrajna, Hollandia, Bulgária, Kanada, USA, Dél-Amerika). Elvégezte a díszítőművészeti szakkörvezetői tanfolyamot, törzsvendége volt a nyári továbbképző táboroknak. Kiemelkedő volt oktató, tanító tevékenysége. Folyamatosan indította szakköreit Lengyelen, Závodon, Kisvejkén, Mucsfán, ahol kb. 120 felnőtt és gyermek tanulhatta meg tőle a szövés fortélyait. Mucsfai gyermekszakköre 1990-ben “Kiváló hagyományőrző és szövőszakkör” címet kapott. 1972 óta vett részt munkáival megyei és országos kiállításokon, amelyeket számtalan I. és II., Külön – Nívó – vagy Gránátalma díjjal jutalmaztak. A Tolna Megyei Tanács Művelődésügyi Osztálya 1978-ban “Kiváló Népművész” kitüntetéssel és emlékplakettel ismerte el. Tagja volt a Szabad Képző és Iparművészek Országos Szövetségének és a Tolna Megyei Népművészeti Egyesületnek.